# Philinos von Kos (Mediziner)
Philinos von Kos war ein antiker griechischer Arzt. Er lebte im 3. Jahrhundert v. Chr.
Philinos war ein Schüler des Herophilos von Chalkedon und der Begründer der empirischen Ärzteschule, wobei er teils mit den Lehren des Herophilos brach. Für die sich gegen die dogmatische Richtung geförderte Theoretisierung der Medizin wendenden Ärzte der empirischen Schule galt unter anderem der Grundsatz, dass sie genaue Kenntnisse der Medikamente und ihrer Wirkung haben mussten. Philinos war daher auch ein Vertreter der Pharmakologie. Als sein Nachfolger in der empirischen Schule gilt Serapion von Alexandria.